# Mihret Topčagić
Mihret Topčagić (Gračanica, 21 giugno 1988) è un calciatore bosniaco, attaccante del Klagenfurter AC.

## Caratteristiche tecniche
È un centravanti.

## Palmarès

### Club

#### Competizioni nazionali
- Campionato lituano: 2

Sūduva: 2018, 2019
- Coppa di Lituania: 1

Sūduva: 2019
- Supercoppa di Lituania: 2

Sūduva: 2018, 2019